# Dunkirk (2017)
Dunkirk ist ein historischer Kriegsfilm von Christopher Nolan aus dem Jahr 2017. Der Film erzählt von der Operation Dynamo, der bis dahin größten militärischen Rettungsaktion der Weltgeschichte, bei der während der Schlacht von Dünkirchen im Zweiten Weltkrieg fast das gesamte britische Expeditionskorps aus der von deutschen Truppen eingekesselten Stadt Dünkirchen (englisch: Dunkirk) über den Ärmelkanal evakuiert wurde. Der Film kam am 21. Juli 2017 in die britischen und US-amerikanischen Kinos, am 27. Juli 2017 in die Kinos in Deutschland, Österreich und der Deutschschweiz.

## Handlung
Frankreich im Frühjahr 1940. Eine Gruppe englischer Soldaten durchstreift die belagerte französische Küstenstadt Dünkirchen. Durch Flugblätter werden sie vom Feind zur Kapitulation aufgefordert. Plötzlich werden sie beschossen, und nur der Soldat Tommy kann fliehen. Er begibt sich über die Dünen, wo er auf den Soldaten Gibson trifft, der gerade einen Toten begräbt. Am Strand warten Tausende, meist britische Soldaten auf die rund 70 km weite Überfahrt nach Großbritannien. Um die langen Schlangen vor dem Pier zu umgehen, tragen Tommy und Gibson einen Schwerverwundeten auf ein Lazarettschiff. Die Rettungsoperation wird von dem Marine-Kommandanten Bolton vom Pier aus koordiniert. Er muss mit ansehen, wie das mit Rotkreuzsymbolen gekennzeichnete Lazarettschiff beim Ablegen von einem deutschen Bomber getroffen wird und sinkt, wobei es die Mole beschädigt. Tommy und Gibson haben Glück im Unglück, denn durch diesen Umstand gelangen sie an Bord eines anderen Kriegsschiffs. Aber auch dieses wird angegriffen, diesmal von einem U-Boot, das einen Torpedo abfeuert. Gibson befreit einige der im Bauch des Schiffes eingeschlossenen Soldaten und rettet sie so vor dem Ertrinken. Sie müssen wieder nach Dünkirchen zurück, wo man während der Ebbe ein Ersatzpier errichtet hat. Die Ebbe hat auch ein Boot am Strand hinterlassen, mit dem Tommy und Gibson gemeinsam mit einer kleinen Gruppe von Soldaten bei der nächsten Flut entkommen wollen. Alex, einer dieser Soldaten, glaubt, dass es sich bei Gibson um einen deutschen Spion handelt, weil er noch kein Wort gesprochen hat, doch in Wahrheit ist er einer der Franzosen, die die Briten bei ihrer Rettungsaktion nicht nach England bringen wollten. Auch dieser Fluchtplan scheitert, weil das Schiff von deutschen Soldaten beschossen wird und ebenfalls sinkt. Während Tommy und Alex aus dem sinkenden Wrack entkommen können, verheddert sich Gibson beim Ausstiegsversuch und ertrinkt.
Unterdessen versucht Mr. Dawson gemeinsam mit seinem Sohn Peter und dessen Freund George Mills auf seinem kleinen Privatboot, das den Namen „Moonstone“ trägt, so viele Soldaten wie möglich über den Kanal hinweg zurück nach Hause zu holen. Dawsons älterer Sohn war Pilot, wurde jedoch in der dritten Woche des Krieges abgeschossen. Mit einer großen Menge an Rettungswesten legen sie ab und ziehen einen Überlebenden aus dem Wasser, dessen Schiff durch einen Torpedoangriff zerstört wurde. Der traumatisierte Soldat will auf keinen Fall wieder nach Dünkirchen zurück, aus dem er gerade entkommen ist. Als er versucht, das Steuer herumzureißen, stößt er im Gerangel George den Niedergang hinunter. George zieht sich beim Sturz eine Kopfverletzung zu, der er wenige Stunden später erliegt.
Mit seiner Spitfire versucht der Pilot Farrier die Rettungsboote zu beschützen und liefert sich gemeinsam mit anderen Piloten der Royal Air Force, darunter seinem Kameraden Collins, der nach einem Treffer notwassern muss, eine unerbittliche Luftschlacht mit deutschen Piloten. Unter sich sieht Farrier auch immer wieder Fischkutter und Boote, die sich von England aus auf den Weg nach Dünkirchen aufgemacht haben, um ihren Teil dazu beizutragen, die eingekesselten Soldaten zu retten.
Die Soldaten jubeln und Commander Bolton ist nahezu sprachlos, als er durch sein Fernglas die zivilen Rettungseinheiten, die in ihren kleinen Booten und Jollen heraneilen, durch die Brandung stoßen sieht. Die Besatzung der Moonstone hat nicht nur den Piloten Collins aus seiner sinkenden Spitfire befreit, sondern zieht noch viele weitere Soldaten aus dem öligen Wasser vor der französischen Küste. Doch die Retter müssen abdrehen, bevor sie alle Schiffbrüchigen an Bord nehmen können, da ein getroffener deutscher Bomber direkt über dem ölverseuchten Gebiet abstürzt und es in Flammen setzt. Unter den von Dawson und seinem Sohn Geretteten befinden sich auch Tommy und Alex. Die Moonstone bringt sie nach Dorset. Entgegen ihrer Erwartung, die Heimatbevölkerung enttäuscht zu haben, werden sie dort gefeiert. In einer Tageszeitung lesen sie Churchills am Tag zuvor im Unterhaus gehaltene Rede We Shall Fight on the Beaches. Bolton hingegen bleibt am Strand von Dünkirchen zurück und plant, auch noch die eingekesselten französischen Soldaten zu retten. Farrier wird von den Deutschen gefangen genommen, nachdem er zwar noch einige ihrer Flugzeuge vom Himmel hat holen können, dann aber am Strand von Dünkirchen hat notlanden müssen, weil ihm der Treibstoff ausgegangen ist.

## Produktion

### Vorproduktion und Aufbau des Drehbuchs
Ein gleichnamiger Film um die Ereignisse mit John Mills und Richard Attenborough erschien bereits 1958. Auch der auf einem Roman von Robert Merle basierende Film Dünkirchen, 2. Juni 1940 nahm sich 1964 des Themas aus französischer Perspektive an. Der in Großbritannien geborene und aufgewachsene Filmemacher Christopher Nolan übernahm die Regie der neuen filmischen Bearbeitung der Geschehnisse und schrieb auch das Drehbuch zum Film. Die Idee, einen Film über die Evakuierungen von Dunkirk zu schaffen, entwickelte er bereits Mitte der 1990er-Jahre, als er und seine spätere Ehefrau Emma Thomas eine Überfahrt über den Ärmelkanal von England nach Dünkirchen machten. Die Fahrt für Nolan und Thomas dauerte 19 Stunden, da ein Unwetter die Reise stark verzögerte. Die beiden hätten auf der verzögerten Überfahrt erstmals gespürt, wie schwierig das Unterfangen 1940 gewesen sein müsste. Da ein Filmprojekt über Dünkirchen jedoch ein hohes Budget und filmemacherisches Können erforderte, habe er die Idee lange vor sich hergeschoben, als er noch seine Erfahrungen als Filmemacher sammelte. Erst 2014 nahm er die Idee wieder auf und setzte sich an das Drehbuch. Für dieses recherchierte er an historischem Bildmaterial und Schriftstücken, außerdem traf er sich mit Historikern und noch lebenden Weltkriegssoldaten, die an der Evakuierung teilgenommen hatten.
Nolan bemerkte, dass das Ereignis von Dunkirk für das kollektive Gedächtnis der Briten entscheidend sei: „Es ist wirklich ein Teil der nationalen DNA. Als britische Person ist es in deinen Knochen. Man hört die Geschichte zunächst als Kind in mythischen, etwas vereinfachten Erzählungen. Je mehr man über die Realität der Evakuierungen herausfindet, je mehr findet man heraus über die komplexe historische Wahrheit der Sache.“ Trotzdem könne man Dunkirk auch als „universelle Geschichte“ sehen. Nolan vermutete, dass die Ereignisse um Dunkirk trotz dieser mythischen Bedeutung seit Jahrzehnten nicht mehr verfilmt worden seien, da die britische Filmindustrie alleine eine so aufwendige Inszenierung nicht hätte stemmen können und man Produktionsgelder aus Hollywood brauchte. Nolan sah die Bezeichnung „Kriegsfilm“ für Dunkirk kritisch, es sei vielmehr ein „Überlebensfilm“, in dem die Figuren entkommen müssten und in dem die sonst für Kriegsfilme üblichen Kampfhandlungen nicht stattfinden würden.
Fünf Monate vor der Premiere von Dunkirk gab Nolan bekannt, dass der Film aus drei verschiedenen Perspektiven erzählt wird und nur mit wenigen Dialogen auskommt. In den drei Sektionen sieht man die Geschehnisse zum einen durch die Augen zweier an Land stationierten Soldaten, vom Meer aus betrachtet durch die Augen eines Retters und eines Geretteten und aus der Luft durch die Augen eines Piloten. Nolan erklärte, die verschiedenen Soldaten seien unterschiedlich lange in die Kriegshandlung eingebunden gewesen. So verharrten die Soldaten an Land mehrere Wochen am Strand, und die Beteiligten auf dem Wasser und in der Luft seien wesentlich kürzer involviert gewesen. Im Film werden drei sich überschneidende Zeitlinien aus drei verschiedenen Blickwinkeln gezeigt, wobei bei den Soldaten am Strand der junge Tommy und Alex im Mittelpunkt stehen. Die Erlebnisse an den drei Schauplätzen werden parallel und nicht chronologisch erzählt und im Film mit den Einblendungen 1. Die Mole – 1 Woche, 2. Die See – 1 Tag und 3. Die Luft – 1 Stunde eingeleitet, ehe die drei Perspektiven gegen Ende ineinander verfließen. Obwohl Tommy aufgrund der erzählten Zeit von einer Woche und der daraus resultierenden längeren Erzählzeit im Film im Vordergrund zu stehen scheint, besitzt der Film keine Hauptfigur, weshalb die Produktionsfirma bzw. der Verleih Warner Bros. auch keinen Nominierungsvorschlag in der Kategorie Bester Hauptdarsteller für Preisverleihungen machte. Nolan bezeichnete Dunkirk wegen seiner Erzählstruktur als seinen experimentellsten Film seit Memento.
In seiner Inszenierung versuchte Nolan, den Zuschauer direkt in das Geschehen zu bringen und auf theatralische Effekte – etwa den Figuren lange und emotionale Hintergrundgeschichten zu geben – zu verzichten. Er wollte mit seinem Film auch den heute unpopulären Gedanken der gemeinschaftlichen Verantwortung in einer immer individualistischer werdenden Gesellschaft betonen: „Wir leben in einer Ära, in der die Tugend der Individualität sehr überbewertet wird. Die Ideen von gemeinschaftlicher Verantwortung, gemeinschaftlicher Heldenhaftigkeit und dem, was durch Gemeinschaftssinn erreicht werden kann, sind nicht zeitgemäß. Dunkirk ist daher für mich eine sehr emotionale Geschichte, weil es repräsentiert, was verloren gegangen ist.“

### Besetzung und Stab

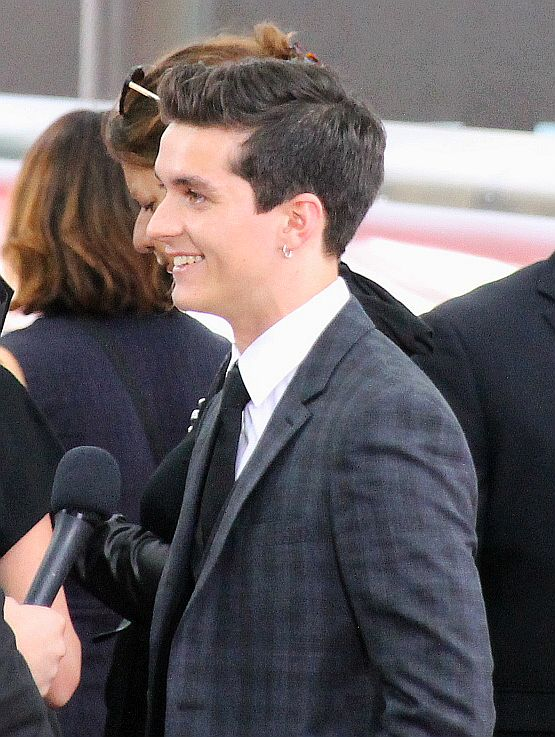
Fionn Whitehead, hier bei der Weltpremiere des Films in London, spielt im Film den einfachen Soldaten Tommy

Die zum großen Teil britische Besetzung wurde aus einer Mischung aus unbekannten Jungschauspielern und etablierten Filmschauspielern zusammengesetzt. Die beiden im Vorspann erstgenannten Newcomer Fionn Whitehead als Soldat Tommy und Tom Glynn-Carney als Kapitänssohn Peter geben in Dunkirk ihr Filmdebüt. Harry Styles, ein Mitglied der Band One Direction, spielt Alex, einen an Land stationierten Soldaten. Für Styles war es ebenfalls seine erste größere Rolle als Filmschauspieler. Nolan wollte die Soldatenrollen bewusst überwiegend mit sehr jungen, rund 20-jährigen Schauspielern besetzen, da viele der eingeschlossenen Soldaten auch eher dieses Alter gehabt hätten.
Daneben sind aber auch Schauspieler mit größerer Filmerfahrung zu sehen: Tom Hardy und Jack Lowden spielen im Film die Kampfpiloten, der Oscar-Gewinner Mark Rylance und der Schauspieler Cillian Murphy übernahmen die Rollen des Zivilisten Mr. Dawson und eines von ihm geretteten Soldaten. Weitere Rollen haben Barry Keoghan als tragisch sterbender Jugendlicher George, James D’Arcy und Kenneth Branagh als hochrangige Offiziere sowie Aneurin Barnard als französischer Soldat, der sich als Brite ausgibt. Michael Caine spricht Fortis Leader, den dritten britischen Piloten neben Collins und Farrier, blieb für diesen Cameo aber im Abspann ungenannt.
Als Kameramann fungierte Hoyte van Hoytema, mit dem Nolan bereits bei seinem vorigen Film Interstellar zusammengearbeitet hatte. Für den Filmschnitt arbeitete Nolan abermals mit Lee Smith zusammen, mit dem er zuletzt gemeinsam Interstellar realisiert hatte und der im Jahr 2009 für den Film The Dark Knight für einen Oscar nominiert war. Lee sagte, Dunkirk sei immer als dritter Akt eines Films konzipiert gewesen, und der Zuschauer werde ohne eine Hintergrundgeschichte direkt in die Action hineingeworfen. Es gehe um den brennenden Wunsch, zu überleben, und der Film komme ohne die Dialoge aus, die normalerweise für einen Film aus dem Zweiten Weltkrieg geschrieben würden, so Lee weiter. Das Szenenbild schuf Nathan Crowley gemeinsam mit Emmanuel Delis und Gary Fettis.
Die Figur des Mr. Dawson, dargestellt von Mark Rylance, wurde an Charles Lightoller und seine Rolle während der Operation Dynamo angelehnt.

### Dreharbeiten und Ausstattung

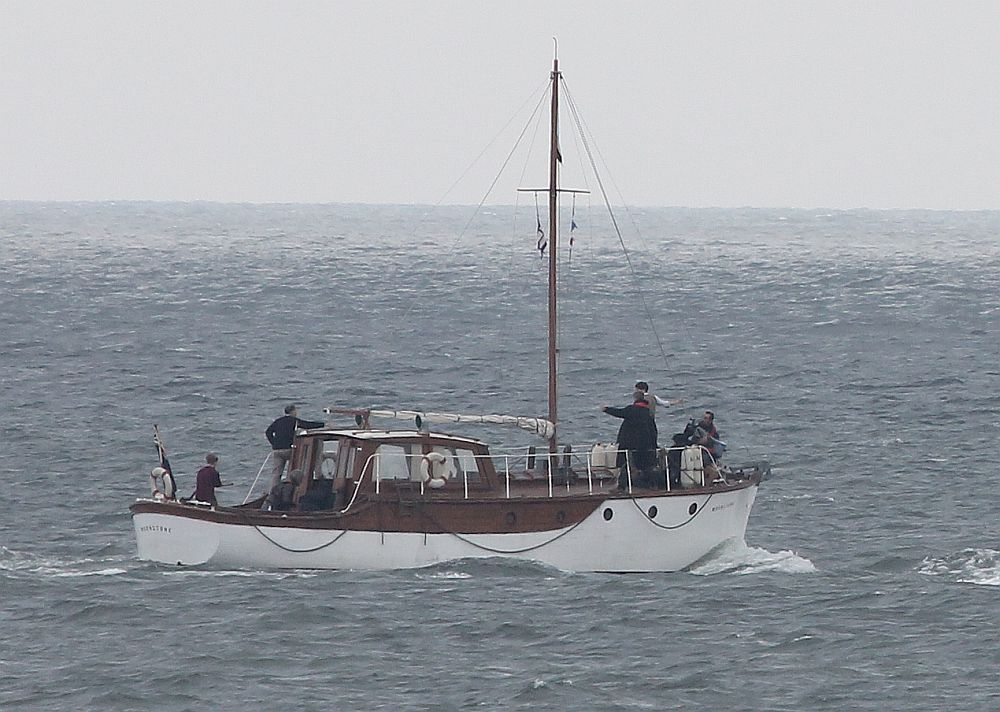
Das Boot Moonstone, das im Film ein wichtiger Handlungsort ist, während der Dreharbeiten

Die Dreharbeiten begannen am 23. Mai 2016. Gedreht wurde in der an der Côte d’Opale gelegenen nordfranzösischen Hafenstadt Dünkirchen (Dunkerque), dem Originalschauplatz der Operation Dynamo, sowie in den englischen Städten Swanage, Weymouth und anderen Teilen der Grafschaft Dorset. Viele der im Ärmelkanal spielenden Szenen entstanden nicht in diesem, sondern im niederländischen IJsselmeer bei der Stadt Urk, da das IJsselmeer keine Gezeiten und wenig Seegang aufweist und so ein angenehmerer Drehort war. In den Vereinigten Staaten fanden die Dreharbeiten in Los Angeles und in der kalifornischen Küstenstadt Rancho Palos Verdes statt, wo sie am 25. August 2016 beendet wurden. Über 70 % des Films wurden mit der von Martin S. Mueller entwickelten IMAX-Kamera auf 65mm/15perf-Film gedreht, der Rest auf 65mm/5perf-Film. Das Seitenverhältnis beträgt 1,43:1 für die IMAX-Anteile und 2,20:1 für die 5/70-Anteile.
In Dünkirchen drehte man am Plage de Malo-les-Bains und an der nahe gelegenen Dune Dewulf. Am Hafen von Weymouth wurden die Hafenpromenade entlang der South Parade und die Gegend am Custom House Quay für Filmaufnahmen gesperrt. Am 25. und 26. Juli 2016 drehte man in der nahe gelegenen Küstenstadt Swanage, auf dem dortigen Bahnhofsgelände und in einem alten Zug der Museumsbahn Swanage Railway. Bei den Meerszenen kamen historische Kriegsschiffe und Kleinboote zum Einsatz, die im Zweiten Weltkrieg und zum Teil direkt in Dünkirchen involviert waren. Diese wurden über Monate aus der ganzen Welt für die Dreharbeiten zusammengesucht.

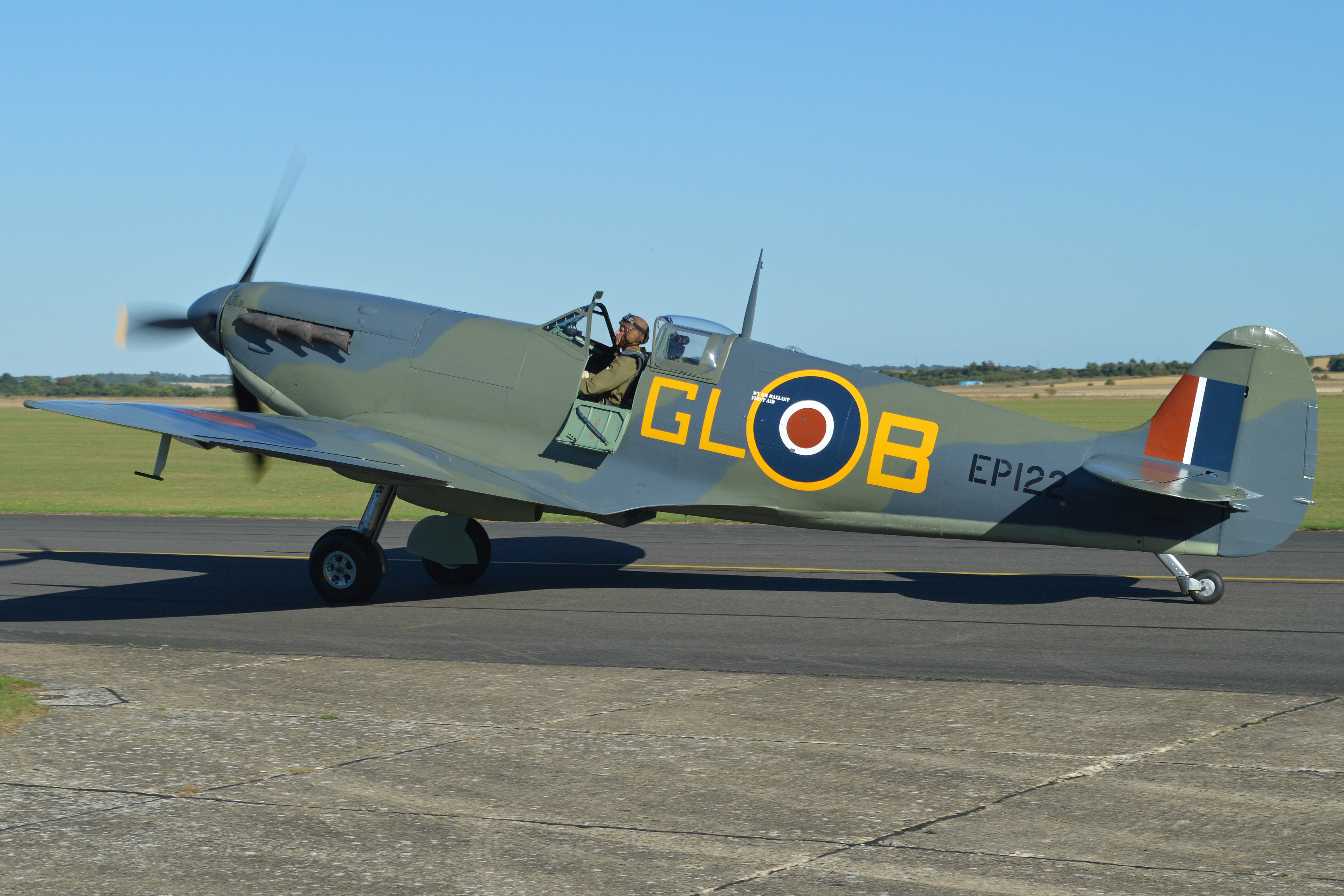
Eine Supermarine Spitfire des Duxford Aerodrome

Anfang August 2016 wurden die Dreharbeiten am Daedalus Airfield in Lee-on-the-Solent in Hampshire fortgesetzt, wo Museumsflugzeuge gestartet und zwei Wochen lang für Filmaufnahmen geflogen wurden, darunter eine Supermarine Spitfire und eine Hispano Buchon, die äußerlich einer Messerschmitt Bf 109 angeglichen wurde. Eine modifizierte, den Spitfires ähnliche Jak-52 wurde mit hinter dem vorderen Pilotensitz und auf den Tragflächen montierten IMAX-Kameras für die im Flug gefilmten Cockpitaufnahmen eingesetzt, eine Piper Aerostar mit je einer am Heck und in der Rumpfnase montierten Kamera als Plattform für die aus einer externen Perspektive gefilmten Flugaufnahmen der Luftkämpfe. Szenen, die im Film die Zerstörung von Flugzeugen zeigen, wurden durch eine Nachbearbeitung am Computer erreicht. Insgesamt versuchte Nolan nach eigenen Angaben aber, den Anteil von CGI-Effekten möglichst gering zu halten und praktische Stunts zu machen.
Ende August drehte man am Point Vicente Interpretive Center der kalifornischen Küstenstadt Rancho Palos Verdes und dem dort befindlichen Leuchtturm, dem Point Vicente Light, wo mithilfe eines an einer Kranvorrichtung angebrachten Flugzeuges und mit dem Einsatz von Kleinst-Explosivkörpern, Propangasflammen und anderer Pyrotechnik weitere Luftgefechte simuliert wurden. Die Halbinsel wurde aufgrund ihrer erhöhten Lage ausgewählt. Im Hintergrund dieser Aufnahmen ist, anders als bei den Aufnahmen in Dünkirchen, der Pazifik zu sehen.

### Filmmusik und Sounddesign
Die Filmmusik wurde von Hans Zimmer komponiert, der im Januar 2016 die Arbeit aufnahm. Hierbei arbeitete er mit Lorne Balfe und Benjamin Wallfisch zusammen. Da der Film arm an Dialogen ist, kommt der Musik eine Schlüsselfunktion zu. Patrick Heidmann von epd Film meint, der Sound und die aufregend ungewohnte Filmmusik seien wegen der wenigen Dialoge zudem wichtiger als die Bilder von Kameramann Hoyte Van Hoytema. Immer wieder sind dabei Versionen des Stücks Nimrod der Enigma-Variationen von Edward Elgar zu hören. Zimmer kombinierte die Filmmusik mit einer Aufnahme einer tickenden Taschenuhr, die Regisseur Nolan gehörte. Zimmer verarbeitete in der Filmmusik zudem weitere Klanggeräusche, so ineinander verwobene Geigen- und Synthesizer-Klänge, wodurch diese mit der Geschwindigkeit eines Actionfilms der 1990er Jahre daherkomme, so Blake Goble von Consequence of Sound, und sich den einzelnen Momenten des Films anpasse. Kathrin Häger vom Filmdienst beschreibt: „Mal erinnern die anschwellenden Partituren an die Klänge eines Echolots, mal an aneinanderreibende Metallstreben, dann wieder an Sirenen, die einen in hellen Aufruhr versetzen.“ Peter Debruge von Variety meint, es handele sich nicht so sehr um Musik, sondern eher um eine basslastige, stimmungsvolle Geräuschkulisse. Sein Kollege Kristopher Tapley hielt Zimmer für einen aussichtsreichen Kandidaten bei der kommenden Oscarverleihung, dessen Filmmusik unglaublich effektiv darin sei, den Film zu jeder Zeit voranzutreiben. Der Sound Designer Alan Meyerson wurde für seine Arbeit im Rahmen der Cinema Audio Society Awards 2018 ausgezeichnet.
Der Soundtrack umfasst elf Musikstücke und wurde am 21. Juli 2017 von WaterTower Music als Download und auf CD veröffentlicht. In Deutschland ist er seit 28. Juli 2017 verfügbar. Am 13. Oktober 2017 erschien der Soundtrack auf Vinyl. Der Titel Supermarine wurde bereits am 6. Juli von Warner Bros. auf YouTube und bei Apple Music veröffentlicht.

### Synchronisation
Die deutsche Synchronisation entstand nach einem Dialogbuch von Tobias Neumann und der Dialogregie von Tobias Meister im Auftrag der RC Production Kunze & Wunder GmbH & Co. KG in Berlin.
| Rolle             | Darsteller      | Synchronsprecher |
| ----------------- | --------------- | ---------------- |
| Tommy             | Fionn Whitehead | Max Felder       |
| Collins           | Jack Lowden     | Jannik Endemann  |
| Alex              | Harry Styles    | David Wittmann   |
| Colonel Winnant   | James D’Arcy    | Marius Clarén    |
| Commander Bolton  | Kenneth Branagh | Martin Umbach    |
| Zitternder Soldat | Cillian Murphy  | Norman Matt      |
| Mr. Dawson        | Mark Rylance    | Frank Röth       |
| Farrier           | Tom Hardy       | Torben Liebrecht |
| Fortis Leader     | Michael Caine   | Jürgen Thormann  |

### Marketing und Veröffentlichung
Am 23. Mai 2016 veröffentlichte der Fotograf Pierre Volot unter den Hashtags #dunkirk und #dunkerque bei Twitter mehrere Fotos von verschiedenen Filmsets. Im August 2016 erschien der erste Trailer zum Film. Im Dezember 2016 wurden ein englisches Filmplakat und ein erster deutscher Langtrailer veröffentlicht. Im März 2017 stellte Nolan sein Filmprojekt im Rahmen der CinemaCon in Las Vegas vor, wo die Filmbranche einen Blick auf die anstehende Sommer-Filmsaison wirft und zu der Vertreter der Associated Press eingeladen waren. Ein weiterer Langtrailer folgte am 5. Mai 2017. Am Tag der Veröffentlichung dieses Trailers wurden in den Sozialen Medien mehr als 808.000 neue Gespräche zum Film gestartet, wodurch er die Social-Media-Hitliste in dieser Zeit anführte.
Dunkirk feierte am 13. Juli 2017 in Anwesenheit des Regisseurs und mehrerer Schauspieler im Londoner Odeon seine Weltpremiere. Auch Prinz Harry und einige Veteranen des Zweiten Weltkriegs besuchten die Premiere. Der Film kam am 21. Juli 2017 in die britischen und US-amerikanischen und am 27. Juli 2017 in die deutschen Kinos, unter anderem auch im 70-mm-Monumental-Format. Nach einer achtwöchigen Pause für ausländische Filme kam Dunkirk am 1. September 2017 in die chinesischen Kinos. Bereits am 16. Juli 2017 wurde der Film im Rahmen des Galway Film Fleadh vorgestellt. Am 19. Juni 2019 wurde der Film in das Programm von Netflix aufgenommen. Im deutschen Free-TV war Dunkirk erstmals am 23. Februar 2020 im Abendprogramm von ProSieben zu sehen. Am 11. Juli 2021 wurde Dunkirk in das Programm von Amazon Prime Video aufgenommen.

## Rezeption

### Altersfreigabe

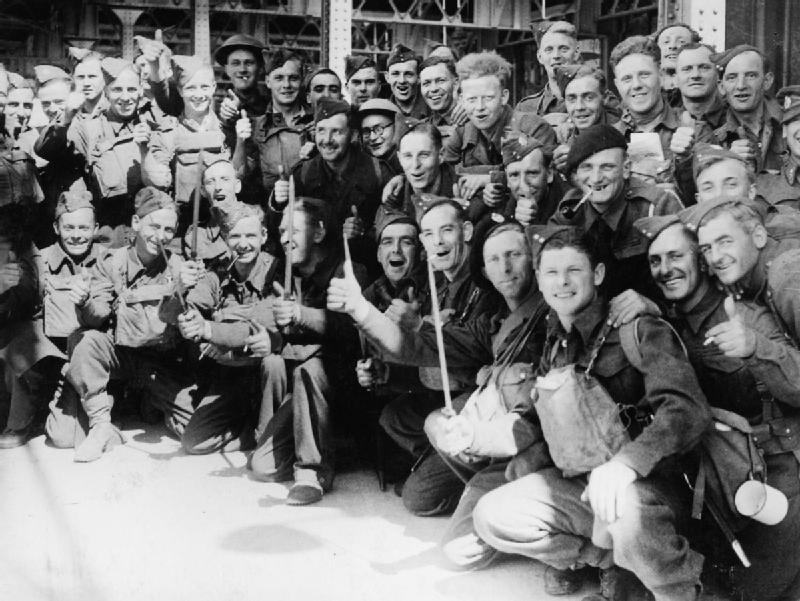
Aus Dünkirchen evakuierte britische Soldaten nach der Ankunft in England

In den USA erhielt der Film von der MPAA wegen intensiver Kriegserfahrungen und einiger Ausdrucksweisen die Altersfreigabe PG-13. Die jugendfreundliche Einstufung hatte die Befürchtung ausgelöst, der Film könnte romantisierte Kriegsvorstellungen zeigen, statt einer realistischen Darstellung der Geschehnisse. Der Regisseur erklärte zu diesen Vorwürfen, schon zu oft hätten andere Filme die Brutalität des Krieges dargestellt. Sein Film sei zwar sehr intensiv, aber er beschäftigt sich nicht unbedingt mit den blutigen Aspekten eines Gefechts, so Nolan.
In Deutschland ist der Film von der FSK ab zwölf Jahren freigegeben worden. In der Freigabebegründung heißt es: „In durch Dramaturgie und Musik ständig hochgehaltener Spannung konzentriert sich der Film auf das Erleben der meist jungen Soldaten zwischen Verzweiflung und Überlebenswillen und thematisiert dabei auch ethische Aspekte des Kriegsgeschehens. Trotz des weitgehenden Verzichts auf blutige Bilder können die bedrohliche Atmosphäre und einzelne Darstellungen des Sterbens Kinder im Grundschulalter ängstigen. Ab 12-Jährige können diese Elemente in den Kontext einordnen und sich nicht zuletzt wegen des eindeutig historischen Settings ausreichend vom Geschehen distanzieren. Auch das relativ versöhnliche Ende sorgt dafür, dass der Film für die Altersgruppe der ab 12-Jährigen zwar eine Herausforderung darstellt, sie aber nicht überfordert.“
In Österreich empfahl die Jugendmedienkommission (JMK) eine Altersfreigabe ab 14 Jahren. In der Begründung stellt sie fest, dass die Erzählstruktur des Filmes für ein jüngeres Publikum zu kompliziert sei. Ebenso könnten die Handlungsstränge, die in verschiedene zeitliche Abläufe gesplittet sind, zu Verwirrung führen. Obwohl der Regisseur extrem blutige Szenen zu einem großen Teil ausspare, seien einige Szenen in ihrer Intensität für ein jüngeres Publikum nicht geeignet. Die Tatsache, dass die Handlung des Filmes auf wahren Ereignissen beruht, erhöhe zudem die emotionale Betroffenheit wesentlich. Ab einem Alter von 14 Jahren sei eine emotionale Überforderung und Desorientierung nicht mehr zu erwarten.

### Kritiken
Der Film konnte bislang 92 Prozent der Kritiker bei Rotten Tomatoes überzeugen und erhielt hierbei eine durchschnittliche Bewertung von 8,7 der möglichen 10 Punkte. Im Rahmen der Golden Tomato Awards des Jahres 2017 ging der Film als Sieger in der Kategorie Bestes Filmdrama hervor.
Der Film wurde von Kritikern vielfach als Meisterwerk und als bester Film des Jahres beschrieben, so auch von Chris Nashawaty von Entertainment Weekly, der meint, man könne ihn als Kunstwerk bezeichnen. David Ehrlich von IndieWire beschreibt Dunkirk als weitgehend unblutiges, aber tief erschütterndes Kriegsepos und sei der beste Film, den Christopher Nolan je gemacht habe. Dave Calhoun von Time Out meint, es sei ein Film ohne Helden und ohne eine einfache Geschichte. Vielmehr gehe die Anziehungskraft im Film von der Action aus, so Calhoun. Peter Debruge von Variety sagt, Nolan habe einen Weg gefunden, mithilfe der ganzen eingesetzten Technik eine Art von erhöhter Realität zu schaffen, was sich anfühle, als sei man unmittelbar dabei, wenn man sich im Kino befindet.
Negative Kritiken werfen dem Film historische und dramaturgische Fehler vor. In einer Kritik des Guardian bezeichnete der Autor David Cox den Film als „blutleer, langweilig und hohl“. Unter anderem biete der Film dem Zuschauer keinen geschichtlichen Kontext und ignoriere Schlüsselereignisse der Rettung. Das Sterben der Soldaten sei anonym, der Schrecken des Kriegs sei nicht fühlbar. Die Verwirrungen der Chronologie würden dümmlich wirken. In der Times erwähnt Ben Macintyre diverse historische Inkorrektheiten, kritisiert aber vor allem, dass der an der Evakuierung maßgeblich beteiligte Bertram Ramsay im Film gar nicht erwähnt wird. Demgegenüber schrieb Andreas Kilb in der FAZ, dass Dunkirk eben „kein normaler Kriegsfilm ist, sondern es darum geht, den Zuschauer aus dem Erzählkäfig herauszureißen, der uns vor dem direkten Kontakt mit dem Geschehen schützt“. Auch Nolan selbst gab an, dass sein Film „kein klassischer Kriegsfilm sei“: der Feind wird nicht einmal benannt, Kriegspolitik komme nur am Rande vor und auch der klassische Kriegsfilm-Moment, als im Hauptquartier eine Karte ausgerollt wird, fehle absichtlich.

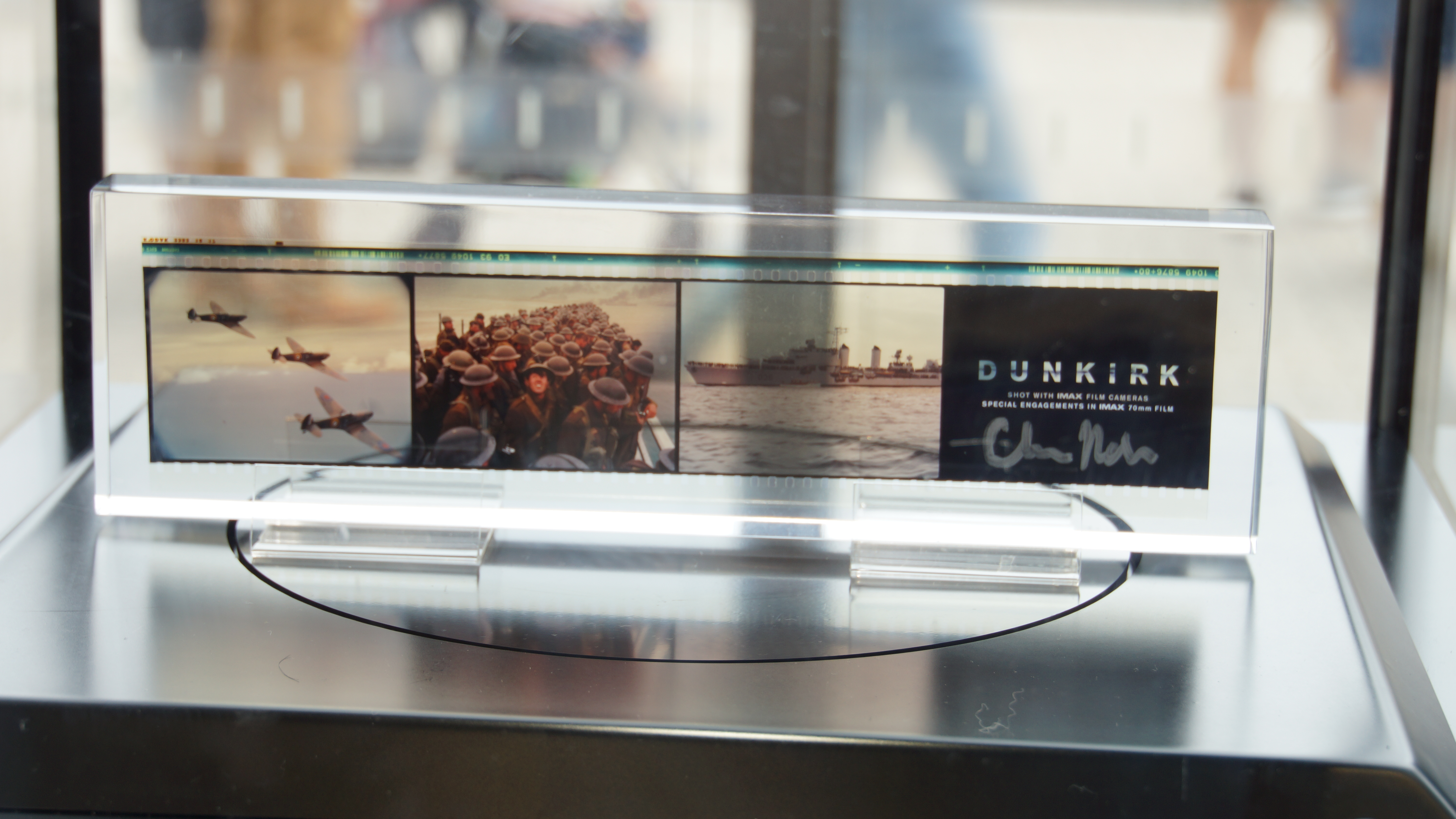
Der Film zeigt aus unterschiedlichen Blickwinkeln, wie die Soldaten das gleiche Ereignis erlebt haben

Todd McCarthy von The Hollywood Reporter sagt, Dunkirk kontrastiere gut die sehr unterschiedlichen Blickwinkel, wie die unterschiedlichen Soldaten das gleiche Ereignis erlebt haben: Die Zehntausende von Männern, die wie Enten am Strand in einer Reihe stehen und voller Angst, vor einem Angriff des Feindes, auf eine Passage warten. Über ihnen am strahlend blauen Himmel die Piloten, die sich eine Luftschlacht mit dem Gegner liefern, und dann die Soldaten, die auf dem Boden eines Bootes kauernd wegen der sie zufällig treffenden Kugeln fast in Panik geraten. Auch wenn sich Hunderttausende von Soldaten im gleichen großen Kampf befinden, so McCarthy, müsse doch jeder Einzelne jeweils so reagieren, wie es die Situation in dem Moment verlangt.
Im Spiegel wurde darauf hingewiesen, dass der Film viele packende Sequenzen habe, jedoch etwas unter einer verschachtelten Erzählweise und unter einem dröhnenden Sounddesign leide. Regisseur Nolan verliere dabei nicht den Blick für das Wesentliche. Länger als nötig verweile die Kamera auf orangefarbenen Schwimmwesten: „Man kann den Film auch als eine Metapher für das begreifen, was seit Jahren im Mittelmeer geschieht.“
Bereits kurze Zeit nach der Oscarverleihung 2017 und noch vor der Premiere des Films brachten Tim Grierson und Will Leitch von The New Republic Dunkirk als Besten Film und Christopher Nolan als Besten Regisseur für die Preisverleihung des folgenden Jahres ins Gespräch. Auch für Andreas Wiseman von screendaily.com ist der Film ein potenzieller Oscarkandidat, und auch Sabienna Bowman von bustle.com geht von mehr als einer Nominierung für den Film aus. Kristopher Tapley von Variety sieht insbesondere in Filmeditor Lee Smith einen aussichtsreichen Kandidaten. Kameramann Hoyte van Hoytema erreiche mit seiner Arbeit eine neue Verständnisebene für Tiefe, was auch ihn für einen Oscar prädestiniere. Ebenso seien auch der Ton, der Tonschnitt und die Filmmusik Oscar-würdig, so Tapley.
Von der Deutschen Film- und Medienbewertung wurde Dunkirk mit dem Prädikat besonders wertvoll versehen. In der Begründung heißt es: „Regie, Drehbuch, Kamera, die Leistungen des Schauspielerensembles […] und die unheilvoll pulsierende Musik von Hans Zimmer fügen sich hier zu einem großartigen filmischen Schlachtengemälde zusammen.“

### Einspielergebnis
Der Film landete nach seinem Kinostart in einer Vielzahl von Ländern auf Platz 1 der Kinocharts, darunter in China, in Südkorea, in Russland, in Japan, im Vereinigten Königreich, in Frankreich, in Australien und in den USA, wo der Film an seinem Startwochenende über 50 Millionen US-Dollar einspielte. Die weltweiten Einnahmen des Films aus Kinovorführungen belaufen sich bisher auf 525,6 Millionen US-Dollar, wodurch er sich auf Platz 19 der erfolgreichsten Filme des Jahres 2017 befindet. In Deutschland verzeichnet der Film insgesamt 748.202 Besucher.

### Auszeichnungen (Auswahl)
Die folgende Auflistung enthält eine Auswahl der bekanntesten Preisverleihungen.
American Society of Cinematographers Awards 2018
- Nominierung als Bester Film – Theatrical Release (Hoyte van Hoytema)[85]

American Film Institute Awards 2018
- Aufnahme in die Top-10-Filme des Jahres 2017[86]

Art Directors Guild Awards 2018
- Nominierung für den Excellence in Production Design Award in der Kategorie Period Film (Nathan Crowley)[87]

British Academy Film Awards 2018
- Nominierung als Bester Film (Christopher Nolan und Emma Thomas)
- Nominierung für die Beste Regie (Christopher Nolan)
- Nominierung für die Beste Filmmusik (Hans Zimmer)
- Nominierung für die Beste Kamera (Hoyte van Hoytema)
- Nominierung für das Beste Szenenbild (Nathan Crowley und Gary Fettis)
- Auszeichnung für den Besten Ton (Alex Gibson, Richard King, Gregg Landaker, Gary A. Rizzo, Mark Weingarten)
- Nominierung für den Besten Schnitt (Lee Smith)
- Nominierung für die Besten visuellen Effekte (Scott Fisher und Andrew Jackson)[88]

César 2018
- Nominierung als Bester ausländischer Film (Christopher Nolan)

Critics’ Choice Movie Awards 2018
- Nominierung als Bester Film
- Nominierung für die Beste Regie (Christopher Nolan)
- Nominierung für die Beste Kamera (Hoyte van Hoytema)
- Auszeichnung für den Besten Schnitt (Lee Smith)
- Nominierung für das Beste Szenenbild (Nathan Crowley und Gary Fettis)
- Nominierung für die Besten visuellen Effekte
- Nominierung für die Beste Musik (Hans Zimmer)
- Nominierung als Bestes Schauspielensemble[89]

Directors Guild of America Awards 2018
- Nominierung für die Beste Spielfilmregie (Christopher Nolan)[90]

Eddie Awards 2018
- Auszeichnung für den Besten Filmschnitt – Drama (Lee Smith)[91]

Europäischer Filmpreis 2018
- Nominierung für den Publikumspreis (Christopher Nolan)[92]

Golden Globe Awards 2018
- Nominierung als Bester Film
- Nominierung für die Beste Regie (Christopher Nolan)
- Nominierung für die Beste Filmmusik

Grammy Awards 2018
- Nominierung als Best Score Soundtrack For Visual Media (Hans Zimmer)[93]

Hollywood Professional Association Awards 2017
- Nominierung in der Kategorie Outstanding Editing – Feature Film (Lee Smith)[94]

IndieWire Critics Poll 2016
- Platz 3 in der Kategorie Most Anticipated of 2017[95]

London Critics’ Circle Film Awards 2018
- Nominierung als Bester Film
- Auszeichnung als British/Irish Film of the Year
- Nominierung für die Beste Regie (Christopher Nolan)
- Nominierung als Bester britischer Nachwuchsdarsteller (Fionn Whitehead)
- Nominierung für die Beste Filmmusik (Hans Zimmer)[96]

Los Angeles Film Critics Association Awards 2017
- Auszeichnung für den Bester Filmschnitt (Lee Smith)[97]

National Board of Review Awards 2017
- Aufnahme in die Top 10 Movies[98]

Oscarverleihung 2018
- Nominierung als Bester Film (Emma Thomas und Christopher Nolan)
- Nominierung für die Beste Regie (Christopher Nolan)
- Nominierung für die Beste Kamera (Hoyte van Hoytema)
- Nominierung für das Beste Szenenbild (Nathan Crowley und Gary Fettis)
- Nominierung für die Beste Filmmusik (Hans Zimmer)
- Auszeichnung für den Besten Schnitt (Lee Smith)
- Auszeichnung für den Besten Ton (Mark Weingarten, Gregg Landaker und Gary A. Rizzo)
- Auszeichnung für den Besten Tonschnitt (Richard King und Alex Gibson)

Producers Guild of America Awards 2018
- Nominierung als Bester Film (Emma Thomas und Christopher Nolan)

Satellite Awards 2017
- Nominierung als Bester Film
- Nominierung als Bester Nebendarsteller (Mark Rylance)
- Nominierung für die Beste Regie (Christopher Nolan)
- Nominierung für das Beste Originaldrehbuch (Christopher Nolan)
- Nominierung für die Beste Filmmusik (Hans Zimmer)
- Nominierung für die Beste Kamera (Hoyte van Hoytema)
- Nominierung für die Besten visuellen Effekte
- Nominierung für den Besten Filmschnitt (Lee Smith)
- Auszeichnung für den Besten Tonschnitt
- Nominierung in der Kategorie Art Direction and Production Design
- Nominierung für die Besten Kostüme (Jeffrey Kurland)[99]

Screen Actors Guild Awards 2018
- Nominierung als Bestes Stuntensemble in einem Film[100]

Teen Choice Awards 2017
- Nominierung als Choice Breakout Movie Star (Harry Styles)
- Nominierung als Choice Summer Movie Actor (Harry Styles)[101]